# Brantford—Brant
Pour les articles homonymes, voir Brantford (homonymie) et Brant.
Pour la circonscription provinciale, voir Brantford—Brant (circonscription provinciale).
Circonscription électorale fédérale du Canada
Brantford—Brant (anciennement Brant) est une ancienne circonscription électorale fédérale en Ontario.

## Géographie
La circonscription est située dans le sud de l'Ontario. Les entités municipales formant la circonscription sont Brantford et Brant. 
Les circonscriptions limitrophes sont Flamborough—Glanbrook, Cambridge, Haldimand—Norfolk et Oxford.

## Historique
La circonscription de Brant est créée en 1903 d'une partie de la circonscription de Brant-Sud. De 1947 à 1966, la circonscription fut morcelée parmi Brantford, Brant—Wentworth, Brant—Haldimand et Haldimand—Norfolk—Brant.
À la suite du découpage de la carte électorale de 2022=2023, la circonscription est abolie dans deux nouvelles circonscriptions soit Brantford—Brant-Sud—Six Nations et Flamborough—Glanbrook—Brant-Nord. 

## Députés
| Législature                                                                       | Années                   | Député                   | Parti                    | Parti                    |
| Brant issue de Brant-Sud                                                          | Brant issue de Brant-Sud | Brant issue de Brant-Sud | Brant issue de Brant-Sud | Brant issue de Brant-Sud |
| --------------------------------------------------------------------------------- | ------------------------ | ------------------------ | ------------------------ | ------------------------ |
| 10e                                                                               | 1904–1908                | William Paterson         |                          | Libéral                  |
| 11e                                                                               | 1908–1911                | William Paterson         |                          | Libéral                  |
| 12e                                                                               | 1911–1917                | John Henry Fisher        |                          | Conservateur             |
| 13e                                                                               | 1917–1921                | John Harold              |                          | Conservateur             |
| 14e                                                                               | 1921–1925                | William Charles Good     |                          | Progressiste             |
| 15e                                                                               | 1925–1926                | Franklin Smoke           |                          | Conservateur             |
| 16e                                                                               | 1926–1930                | Franklin Smoke           |                          | Conservateur             |
| 17e                                                                               | 1930–1935                | Franklin Smoke           |                          | Conservateur             |
| 18e                                                                               | 1935–1940                | George Wood              |                          | Libéral                  |
| 19e                                                                               | 1940–1945                | George Wood              |                          | Libéral                  |
| 20e                                                                               | 1945–1949                | John A. Charlton         |                          | Conservateur             |
| Redistribuée parmi Brantford et Brant—Wentworth                                   |                          |                          |                          |                          |
| Brant issue de Brantford et Brant—Haldimand                                       |                          |                          |                          |                          |
| 28e                                                                               | 1968–1971                | James Elisha Brown       |                          | Libéral                  |
| 28e                                                                               | 1971–1972                | Derek Blackburn          |                          | NPD                      |
| 29e                                                                               | 1972–1974                | Derek Blackburn          |                          | NPD                      |
| 30e                                                                               | 1974–1979                | Derek Blackburn          |                          | NPD                      |
| 31e                                                                               | 1979–1980                | Derek Blackburn          |                          | NPD                      |
| 32e                                                                               | 1980–1984                | Derek Blackburn          |                          | NPD                      |
| 33e                                                                               | 1984–1988                | Derek Blackburn          |                          | NPD                      |
| 34e                                                                               | 1988–1993                | Derek Blackburn          |                          | NPD                      |
| 35e                                                                               | 1993–1997                | Jane Stewart             |                          | Libéral                  |
| 36e                                                                               | 1997–2000                | Jane Stewart             |                          | Libéral                  |
| 37e                                                                               | 2000–2004                | Jane Stewart             |                          | Libéral                  |
| 38e                                                                               | 2004–2006                | Lloyd St. Amand          |                          | Libéral                  |
| 39e                                                                               | 2006–2008                | Lloyd St. Amand          |                          | Libéral                  |
| 40e                                                                               | 2008–2011                | Phil McColeman           |                          | Conservateur             |
| 41e                                                                               | 2011–2015                | Phil McColeman           |                          | Conservateur             |
| Brantford—Brant                                                                   |                          |                          |                          |                          |
| 42e                                                                               | 2015–2019                | Phil McColeman           |                          | Conservateur             |
| 43e                                                                               | 2019–2021                | Phil McColeman           |                          | Conservateur             |
| 44e                                                                               | 2021–2025                | Larry Brock              |                          | Conservateur             |
| dissoute dans Brantford—Brant-Sud—Six Nations et Flamborough—Glanbrook—Brant-Nord |                          |                          |                          |                          |

## Résultats électoraux
Depuis 1968
1904-1949